# 東御市
東御市（とうみし）は、長野県の東部（東信地方）にある市である。市名は、合併した東部町の「東」と北御牧村の「御」の各1文字を取ったもの。市名に因み、10月3日を「東御の日」としている。

## 地理

### 自然
出典:
- 山：烏帽子岳（2,066m）、湯ノ丸山（2,101m）、東篭ノ登山（2,228m）、西篭ノ登山（2,212m）、三方ヶ峰（2,040m）、大室山（1,147m）
- 河川：千曲川、平沢川、大石沢川、西沢川、所沢川、所沢西川、祢津東川、針ノ木川、求女川、三分川、金原川、成沢川、笠石川、鹿曲川、小相沢川、番屋川、芦田川、桜沢川、西川、大星川、御堂沢川、市坂川、中村川、六ヶ沢川、菖蒲沢川、居泊沢川、梨木沢川

### 広ぼう、最高地、最低地
- 東西 14.7km、南北 16.5km[6]。
- 最高地:2,228メートル（東篭ノ登山 山頂）[7]
- 最低地:470メートル（千曲川西海野地籍）[7]

### 隣接している自治体
- 長野県
  - 上田市、小諸市、佐久市
  - 北佐久郡立科町
- 群馬県
  - 吾妻郡嬬恋村

### 地区
東御市は田中（たなか）地区、滋野（しげの）地区、祢津（ねつ）地区、和（かのう）地区、北御牧（きたみまき）地区の5地区が存在する。

#### 自治区名
| 地区   | 自治区数 | 自治区名 |
| ------ | -------- | --- |
| 田中   | 8        | 加沢（かざわ）、常田（ときだ）、田中（たなか）、県（あがた）、本海野（もとうんの）、西海野（にしうんの）、白鳥台（しらとりだい）、城ノ前（じょうのまえ） |
| 滋野   | 10       | 赤岩（あかいわ）、片羽（かたは）、桜井（さくらい）、大石（おおいし）、中屋敷（なかやしき）、別府（べっぷ）、原口（はらぐち）、聖（ひじり）、乙女平（おとめだいら）、王子平（おうじだいら） |
| 祢津   | 14       | 新張（みはり）、出場（でば）、金井（かない）、新屋（あらや）、東町（ひがしまち）、西宮（にしみや）、姫子沢（ひめこざわ）、湯の丸（ゆのまる）、滝の沢（たきのさわ）、鞍掛自治区（くらかけじちく）、祢津南（ねつみなみ）、伊勢原（いせはら）、奈良原（ならばら）、リードリーくらかけ |
| 和     | 14       | 東上田（ひがしうえだ）、田沢（たざわ）、大川（おおかわ）、栗林（くりばやし）、海善寺（かいぜんじ）、曽根（そね）、東深井（ひがしふかい）、西深井（にしふかい）、西入（にしいり）、東入（ひがしいり）、日向が丘（ひなたがおか）、海善寺北（かいぜんじきた）、寺坂（てらさか）、睦（むつみ） |
| 北御牧 | 21       | 上八重原（かみやえはら）、田楽平（でんがくだいら）、中八重原（なかやえはら）、下八重原（しもやえはら）、芸術むら（げいじゅつむら）、白樺（しらかば）、切久保（きりくぼ）、八反田（はったんだ）、本下之城（ほんしものじょう）、田之尻（たのしり）、宮（みや）、畔田（あぜだ）、御牧原南部（みまきはらなんぶ）、御牧原北部（みまきはらほくぶ）、布下（ぬのした）、常満（じょうまん）、島川原（しまがわら）、大日向（おおひなた）、光ヶ丘（ひかりがおか）、羽毛山（はけやま）、牧ヶ原（まきがはら） |
| 出典:  |          | |

## 気候
ケッペンの気候区分では西岸海洋性気候に属する。地域差も大きいが全般に冬の冷え込みは非常に厳しく、最も寒い時期で-10～-15℃前後にまで冷え込むこともある。一方、夏は朝晩を中心に冷涼で過ごしやすいが、標高が下がるほど日中は暑くなる。年間降水量は700mmから1,000mm前後で、全国でもまれな寡雨地帯である。降雪量は少ない。以下は東御アメダス（標高958メートル）の観測値である。より標高の低い市役所（標高533メートル）付近は、上田アメダス（標高502メートル）や佐久アメダス（標高683メートル）の観測値に近い。
| 東御の気候             | 東御の気候   | 東御の気候   | 東御の気候   | 東御の気候   | 東御の気候   | 東御の気候    | 東御の気候    | 東御の気候    | 東御の気候   | 東御の気候    | 東御の気候   | 東御の気候   | 東御の気候      |
| 月                     | 1月          | 2月          | 3月          | 4月          | 5月          | 6月           | 7月           | 8月           | 9月          | 10月          | 11月         | 12月         | 年              |
| ---------------------- | ------------ | ------------ | ------------ | ------------ | ------------ | ------------- | ------------- | ------------- | ------------ | ------------- | ------------ | ------------ | --------------- |
| 最高気温記録 °C （°F） | 14.2 (57.6)  | 18.1 (64.6)  | 22.6 (72.7)  | 27.6 (81.7)  | 30.1 (86.2)  | 33.3 (91.9)   | 33.6 (92.5)   | 33.5 (92.3)   | 31.6 (88.9)  | 27.4 (81.3)   | 24.1 (75.4)  | 19.8 (67.6)  | 33.6 (92.5)     |
| 平均最高気温 °C （°F） | 2.4 (36.3)   | 3.6 (38.5)   | 8.0 (46.4)   | 14.7 (58.5)  | 20.0 (68)    | 22.9 (73.2)   | 26.6 (79.9)   | 27.8 (82)     | 23.2 (73.8)  | 17.1 (62.8)   | 11.7 (53.1)  | 5.6 (42.1)   | 15.3 (59.5)     |
| 日平均気温 °C （°F）   | −2.6 (27.3)  | −2.0 (28.4)  | 1.9 (35.4)   | 8.0 (46.4)   | 13.5 (56.3)  | 17.2 (63)     | 21.1 (70)     | 21.8 (71.2)   | 17.6 (63.7)  | 11.3 (52.3)   | 5.7 (42.3)   | 0.3 (32.5)   | 9.5 (49.1)      |
| 平均最低気温 °C （°F） | −7.4 (18.7)  | −7.1 (19.2)  | −3.6 (25.5)  | 1.8 (35.2)   | 7.5 (45.5)   | 12.6 (54.7)   | 17.0 (62.6)   | 17.6 (63.7)   | 13.4 (56.1)  | 6.7 (44.1)    | 0.6 (33.1)   | −4.4 (24.1)  | 4.6 (40.3)      |
| 最低気温記録 °C （°F） | −14.3 (6.3)  | −15.9 (3.4)  | −13.2 (8.2)  | −9.3 (15.3)  | −3.3 (26.1)  | 2.4 (36.3)    | 8.3 (46.9)    | 6.8 (44.2)    | 2.2 (36)     | −2.9 (26.8)   | −8.7 (16.3)  | −13.8 (7.2)  | −15.9 (3.4)     |
| 降水量 mm （inch）     | 31.8 (1.252) | 33.2 (1.307) | 60.6 (2.386) | 62.2 (2.449) | 86.8 (3.417) | 120.5 (4.744) | 156.4 (6.157) | 122.4 (4.819) | 146.3 (5.76) | 118.3 (4.657) | 46.6 (1.835) | 28.3 (1.114) | 1,013.2 (39.89) |
| 平均月間日照時間       | 179.4        | 184.7        | 203.6        | 209.0        | 217.6        | 157.3         | 168.2         | 193.1         | 149.5        | 164.7         | 174.0        | 180.1        | 2,181.1         |
| 出典：気象庁           |              |              |              |              |              |               |               |               |              |               |              |              |                 |

## 人口
- DID人口比は17.1%（2015年国勢調査）。

| |                                        |  |
| 東御市と全国の年齢別人口分布（2005年） | 東御市の年齢・男女別人口分布（2005年） |  |
| ■紫色 ― 東御市 ■緑色 ― 日本全国 | ■青色 ― 男性 ■赤色 ― 女性              |  |
| 東御市（に相当する地域）の人口の推移 \| 1970年（昭和45年） \| 24,626人 \| \| \| 1975年（昭和50年） \| 25,487人 \| \| \| 1980年（昭和55年） \| 26,841人 \| \| \| 1985年（昭和60年） \| 27,884人 \| \| \| 1990年（平成2年） \| 28,954人 \| \| \| 1995年（平成7年） \| 30,157人 \| \| \| 2000年（平成12年） \| 30,944人 \| \| \| 2005年（平成17年） \| 31,271人 \| \| \| 2010年（平成22年） \| 30,696人 \| \| \| 2015年（平成27年） \| 30,107人 \| \| \| 2020年（令和2年） \| 30,122人 \| \| |                                        |  |
| 総務省統計局 国勢調査より |                                        |  |
| 1970年（昭和45年） | 24,626人                               |  |
| 1975年（昭和50年） | 25,487人                               |  |
| 1980年（昭和55年） | 26,841人                               |  |
| 1985年（昭和60年） | 27,884人                               |  |
| 1990年（平成2年） | 28,954人                               |  |
| 1995年（平成7年） | 30,157人                               |  |
| 2000年（平成12年） | 30,944人                               |  |
| 2005年（平成17年） | 31,271人                               |  |
| 2010年（平成22年） | 30,696人                               |  |
| 2015年（平成27年） | 30,107人                               |  |
| 2020年（令和2年） | 30,122人                               |  |

内訳は田中地区9,082人、滋野地区5,183人、祢津地区4,974人、和地区6,133人、北御牧地区4,740人（令和元年10月1日）。

## 歴史
- 2002年（平成14年）12月10日〜2003年（平成15年）1月10日 - 名称の公募を行う。2003年6月16日開票（回答24,331票、投票率89.6%）[12]。東御市（7,038票）、東信濃市（6,371票）、美駒市（4,014票）、御牧野市（2,071票）、湯の牧市（3,672票）により東御市に決定する[13]。
- 2004年（平成16年）4月1日 - 小県郡東部町と北佐久郡北御牧村が合併して発足した。発足時の人口は約32,150人（旧東部町の人口26,422人 世帯数9,124世帯、旧北御牧村人口5,728人 世帯数1,774世帯）であった。
- 2006年（平成18年）
  - 東御の日、市民憲章、市花、市木、市蝶制定[14][注 2]。
  - 丸山晩霞記念館開館[14]。
- 2010年（平成22年）助産所とうみ開所、エフエムとうみ開局[14]。
- 2012年（平成24年）
  - 8月13日 - 東御市役所新庁舎がオープン[16]。
  - 新図書館開館[14]。
- 2013年（平成25年）東部子育て支援センター開所[14]。
- 2014年（平成26年）海野宿滞在型交流施設「うんのわ」オープン[14]。
- 2015年（平成27年）市道田中・西海野線「海野バイパス」全線開通[14]。
- 2016年（平成28年）東御市民祭りが「雷電まつり」に改称され、初開催[14]。
- 2017年（平成29年）
  - 湯の丸高原スポーツ交流施設竣工[14]。
  - 3月1日 - 平和と人権を守る都市宣言を制定[17][注 3]。
- 2020年（令和2年）12月8日 - とうみ気候非常事態宣言を制定[18][注 4]。

## 行政

### 市長
| 代    | 氏名     | 就任年月日    | 退任年月日    |
| ----- | -------- | ------------- | ------------- |
| 初代  | 土屋哲男 | 2004年4月25日 | 2008年4月24日 |
| 2-5代 | 花岡利夫 | 2008年4月25日 | 現職          |

### 市役所

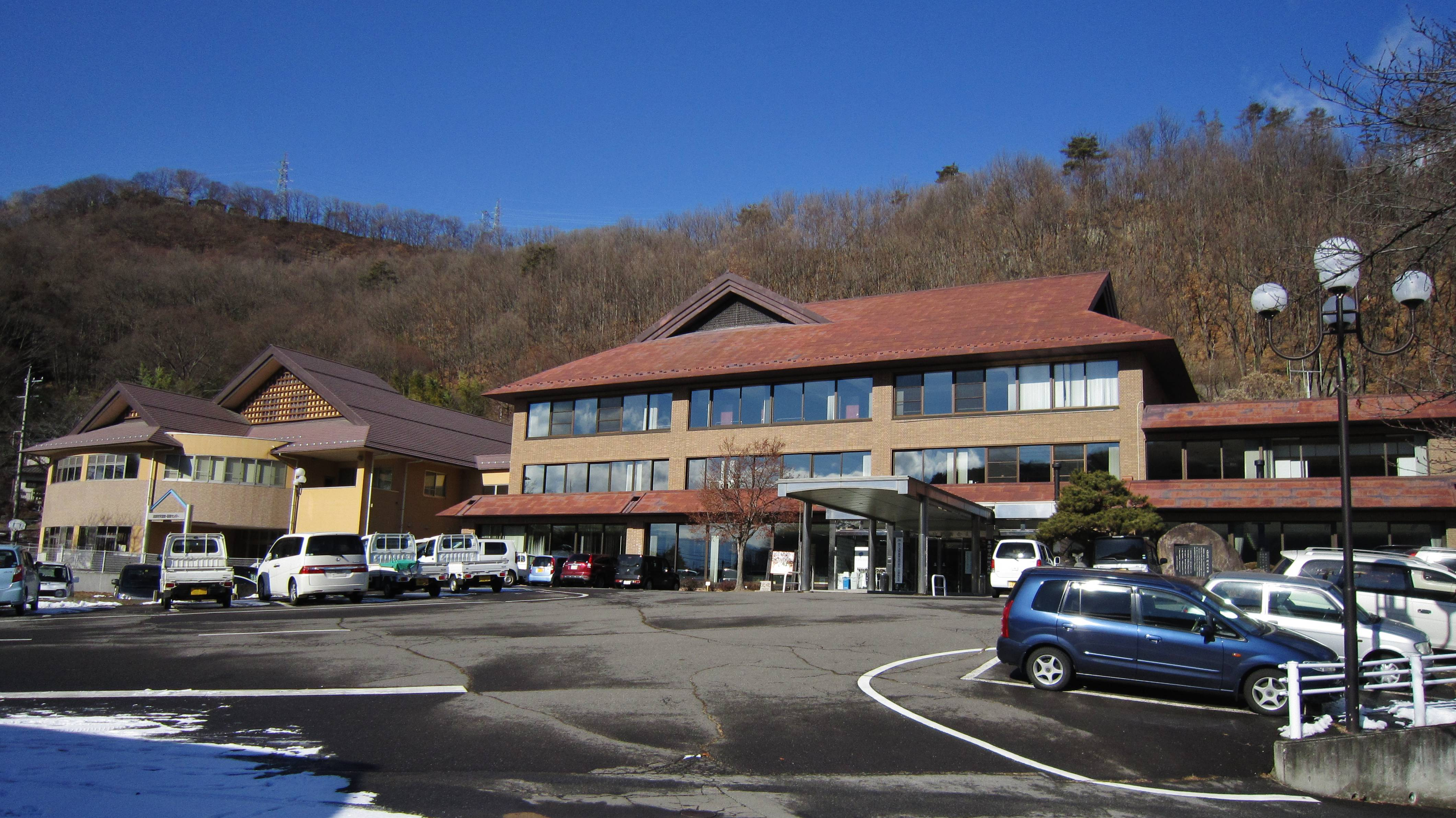
北御牧総合支所

- 東御市役所（東御市県281番地2、北緯36度21分 東経138度20分、海抜533メートル）[19][20]
- 東御市北御牧総合支所（東御市大日向337番地、北緯36度19分 東経138度20分、海抜520メートル[21]） - 旧北御牧村の区域を所管[22]。

組織は市長・副市長・教育長、総務部、企画振興部、市民生活部、健康福祉部、福祉事務所、産業経済部、都市整備部、会計管理者、市民病院、教育委員会事務局、議会事務局、監査委員事務局、公平委員会、農業委員会、土地開発公社、選挙管理委員会の17の部類からなる。子育て支援センターがあり、一階に子育て支援係、二階に保育係がある。

### その他の行政機関
| 種類         | 管轄など | 出典          |
| ------------ | --- | ------------- |
| 警察         | 本部 長野県警察 管轄 上田警察署 交番・駐在所 - 東御市交番（東御市常田712-8） - 八重原警察官駐在所（東御市八重原2916-7） - 大日向警察官駐在所（東御市大日向353） | [ 25 ]        |
| 消防         | 本部 上田地域広域連合消防本部 消防署 東御消防署（東御市県268-1）                                                                                                | [ 26 ]        |
| 税務署       | 管轄 上田税務署 | [ 27 ]        |
| ハローワーク | 管轄 ハローワーク上田（上田公共職業安定所） | [ 28 ]        |
| 法務局       | 管轄 長野地方法務局 本局、上田支局など | [ 29 ] [ 30 ] |
| 年金事務所   | 管轄 小諸年金事務所 | [ 31 ]        |

## 議会

### 市議会
- 定数：17人（任期：2020年〈令和2年〉11月21日 - 2024年〈令和6年〉11月20日）[32]
- 議長：長越修一[32]
- 副議長：佐藤千枝[32]

| 会派名           | 議席数 |
| ---------------- | ------ |
| さわやかな風の会 | 9      |
| 東翔の会         | 4      |
| 日本共産党       | 2      |
| 公明党           | 2      |

### 長野県議会（東御市選挙区）
- 定数：1人
- 任期：2019年（平成31年）4月30日 - 2023年（令和5年）4月29日
- 議員名：石和大（無所属）

### 衆議院
- 選挙区：長野3区（上田市、小諸市、佐久市、千曲市、東御市、南佐久郡、北佐久郡、小県郡、埴科郡）
- 任期：2021年10月31日 - 2025年10月30日
- 投票日：2021年10月31日
- 当日有権者数：399,168人
- 投票率：59.32％

| 当落 | 候補者名 | 年齢 | 所属党派                            | 新旧別 | 得票数    | 重複 |
| ---- | -------- | ---- | ----------------------------------- | ------ | --------- | ---- |
| 当   | 井出庸生 | 43   | 自由民主党                          | 前     | 120,023票 | ○    |
| 比当 | 神津健   | 44   | 立憲民主党                          | 新     | 109,179票 | ○    |
|      | 池高生   | 53   | NHKと裁判してる党弁護士法72条違反で | 新     | 3,722票   | ○    |

## 司法

### 裁判所
| 種類             | 管轄                                                   |
| ---------------- | ------------------------------------------------------ |
| 最高裁判所       | 最高裁判所                                             |
| 高等裁判所       | 東京高等裁判所                                         |
| 地方・家庭裁判所 | - 長野地方・家庭裁判所 - 長野地方・家庭裁判所 上田支部 |
| 簡易裁判所       | 上田簡易裁判所                                         |
| 出典:            |                                                        |

## 経済

### 農業
- くるみ - 長野県下で有数の産地である[36]。シナノクルミが栽培されている。[37]南斜面の為日照時間が長く、雨が少ないことからくるみを栽培するのに適した土地だ。殻が薄く割れやすく、実がつまった優良な品種が特徴である。[38]
- ブドウ（巨峰）
- 八重原米
- 白土馬鈴薯

主要作物収穫量（2017年） - 水稲（4,930t）、夏秋レタス（682t）、夏白菜（643t）、夏秋キャベツ（558t）、夏秋トマト（297t）。

### 工業

#### 本社機能を置く主な企業
- アート梱包運輸
- アメニティーズ
- カクイチ建材工業
- カクイチ製作所
- コトヒラ工業
- ミマキエンジニアリング

#### 主力工場を置く主な企業
- 河田工業長野流通センター長野工場
- ファンケル発芽米長野工場
- ミマキエンジニアリング加沢工場
- 日立Astemo東御工場

### 金融機関
- 八十二銀行　田中支店
- 上田信用金庫　とうみ支店
- 横浜幸銀信用組合　上田支店
- 佐久浅間農業協同組合　北御牧支所
- 信州うえだ農業協同組合　東御支所
- ゆうちょ銀行（窓口）

### 経済指標
- 年間商品販売額 481億4100万円（2014年）[40]
- 製造品出荷額等 1314億356万円（2018年）[40]
- 観光消費額 46.2億円（2017年）[41]

### 地価標準地価格
- 東御市田中字城ノ前800番11、住宅…28,900円/m2[7]
- 東御市滋野字乙女平736番92、住宅…21,400円/m2[7]

## 姉妹都市・提携都市

### 国内
- 東京都大田区 - 1996年（平成8年）9月20日に東部町と友好都市提携。合併により2004年（平成16年）11月に東御市と友好都市提携を再締結。
- 新潟県上越市（旧西頸城郡名立町） - 旧北御牧村の友好都市で、地域間交流を継続。

### 海外
- オレゴン州マドラス市（アメリカ） - 旧北佐久郡北御牧村と友好都市提携。東御市として姉妹都市提携を再締結。
- カリフォルニア州リードリー市（アメリカ） - 1996年（平成8年）9月20日締結。東部町発足40周年記念で、姉妹都市提携を行った。合併後も提携は続いたが、リードリー市の都合により2004年（平成16年）12月3日に姉妹都市提携を解消した。

## 地域

### 生活

#### 公園
- 都市公園 - 東御中央公園、田中公園、不動公園、伊豆宮公園、城ノ前公園、田町公園、西宮公園、なかよし公園、原公園、あがた御膳水公園[42]
- 芸術むら公園

### 健康・福祉

#### 医療施設
- 東御市民病院

#### 保育施設
| 市立           | 田中保育園、滋野保育園、祢津保育園、和保育園、北御牧保育園       |
| 私立           | 海野保育園                                                       |
| 認定こども園   | くるみ幼稚園                                                     |
| 小規模保育施設 | 第１おひさまこども園、第２おひさまこども園、第３おひさまこども園 |
| 出典:          |                                                                  |

### 郵便

#### 郵便局
| 集配郵便局   | 東御郵便局、北御牧郵便局                         |
| 無集配郵便局 | 和郵便局、滋野郵便局、祢津郵便局、本海野郵便局   |
| 簡易郵便局   | 加沢簡易郵便局、島川原簡易郵便局、新張簡易郵便局 |

#### 郵便番号
389-0401～389-0407、389-0500～389-0506、389-0511～389-0519

### 電気・通信
- 東御市を供給エリアとする一般送配電事業者は中部電力である[45]。担当営業所は中部電力パワーグリッド上田営業所（旧東部町地域）、同佐久営業所（旧北御牧村地域）[46][47]。
- 市外局番は0268[48]。

## 教育

### 専門学校
- 長野救命医療専門学校

### 高等学校
- 長野県東御清翔高等学校（旧・長野県東部高等学校）
- ID学園高等学校

### 中学校
- 東御市立東部中学校
- 東御市立北御牧中学校

### 小学校
- 東御市立田中小学校
- 東御市立祢津小学校
- 東御市立和小学校
- 東御市立滋野小学校
- 東御市立北御牧小学校

### 図書館・公文書館
- 東御市立図書館
- 東御市文書館（北御牧庁舎3階）[49]

## 交通

### 鉄道路線

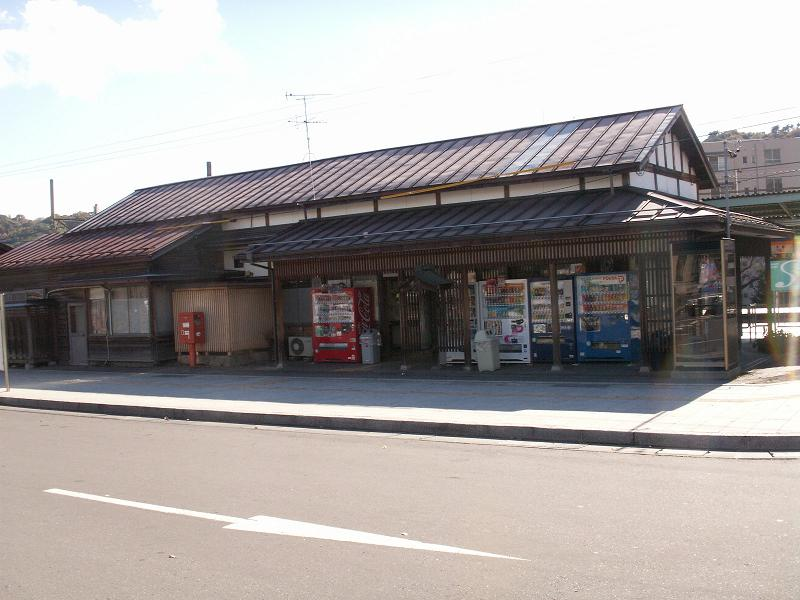
田中駅

しなの鉄道
■しなの鉄道線
- - 滋野駅 - 田中駅 -

中心となる駅：田中駅

### バス
- 千曲バス
  - 根津線：田中駅 - 根津小学校 - 新張 - 奈良原
- 東信観光バス
  - 御牧原線：総合庁舎前 - 御牧台 - 総合庁舎前
  - 八重原線：総合庁舎前 - 矢野原 - 田楽平 - 浦久保 - 総合庁舎前
- しげのマツバタクシー
  - 和線：田中駅 - 和小学校 - 東入
  - 久保通線：田中駅 - 島川原 - 北御牧保育園 - 望月
- とうみレッツ号 - 東御市民のみ利用可能。

### 道路

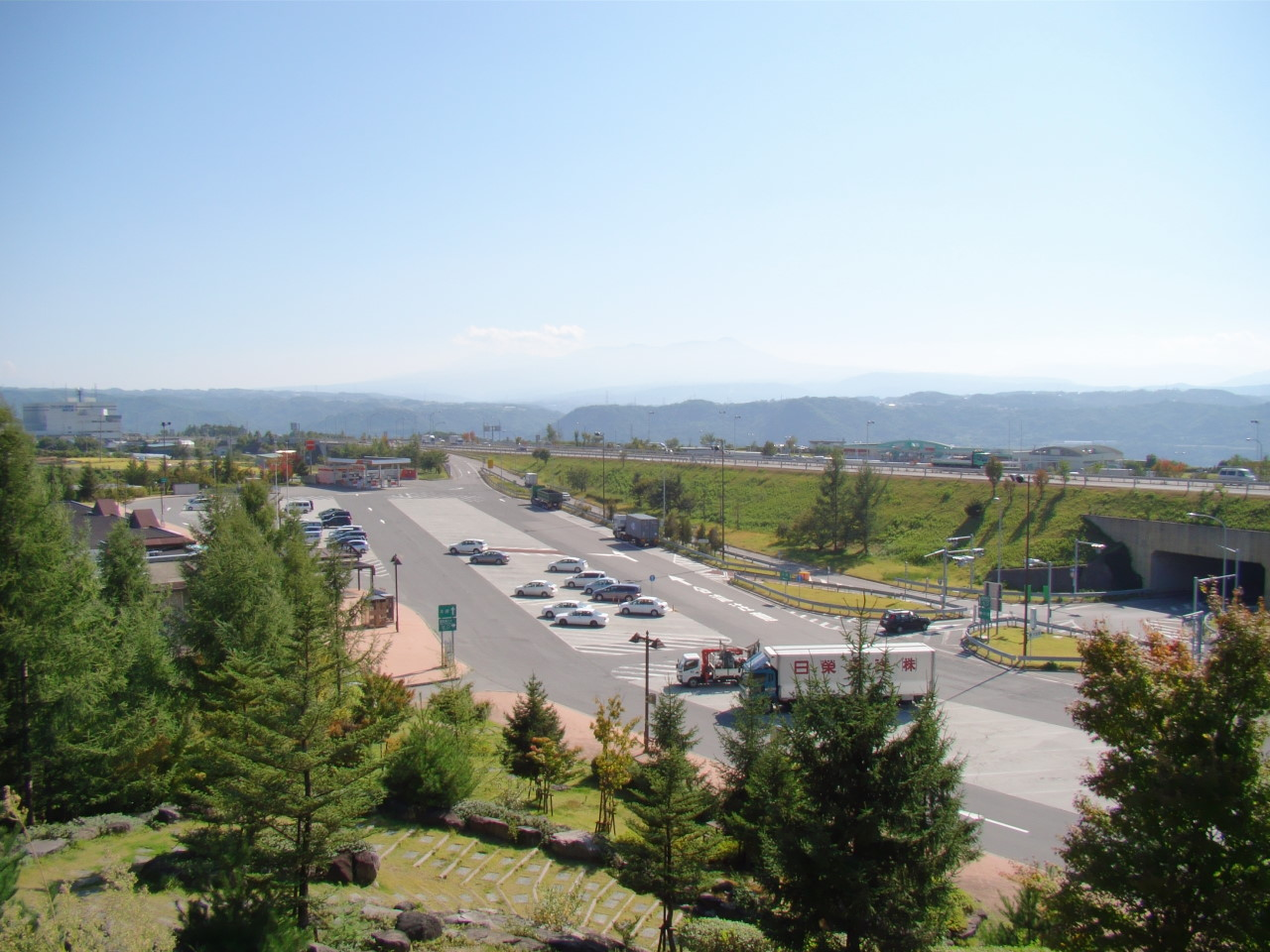
東部湯の丸サービスエリア

高速道路
東日本高速道路（NEXCO東日本）
E18 上信越自動車道
- - 東部湯の丸IC（東部湯の丸SA併設）-

- 一般国道
  - 国道18号

- 県道
  - 長野県道4号真田東部線 （旧菅平有料道路）
  - 長野県道40号諏訪白樺湖小諸線
  - 長野県道79号小諸上田線 （浅間サンライン）
  - 長野県道81号丸子東部インター線
  - 長野県道・群馬県道94号東御嬬恋線
  - 長野県道153号立科小諸線
  - 長野県道166号東部望月線
  - 長野県道167号丸子北御牧東部線
  - 長野県道422号羽毛山大日向線
  - 長野県道423号御牧原大日向線
  - 長野県道438号御牧原蓬田線
  - 長野県道483号大屋停車場田沢線

- その他の道路
  - 浅間山麓広域農道（浅間サンライン）（※県道79号小諸上田線と同一経路）
  - 千曲川左岸広域農道（千曲ビューライン）
- 道の駅 - みまき、雷電くるみの里

### ナンバープレート
東御市は「長野」ナンバーを割り当てられている。

## 名所・旧跡・観光スポット・文化財

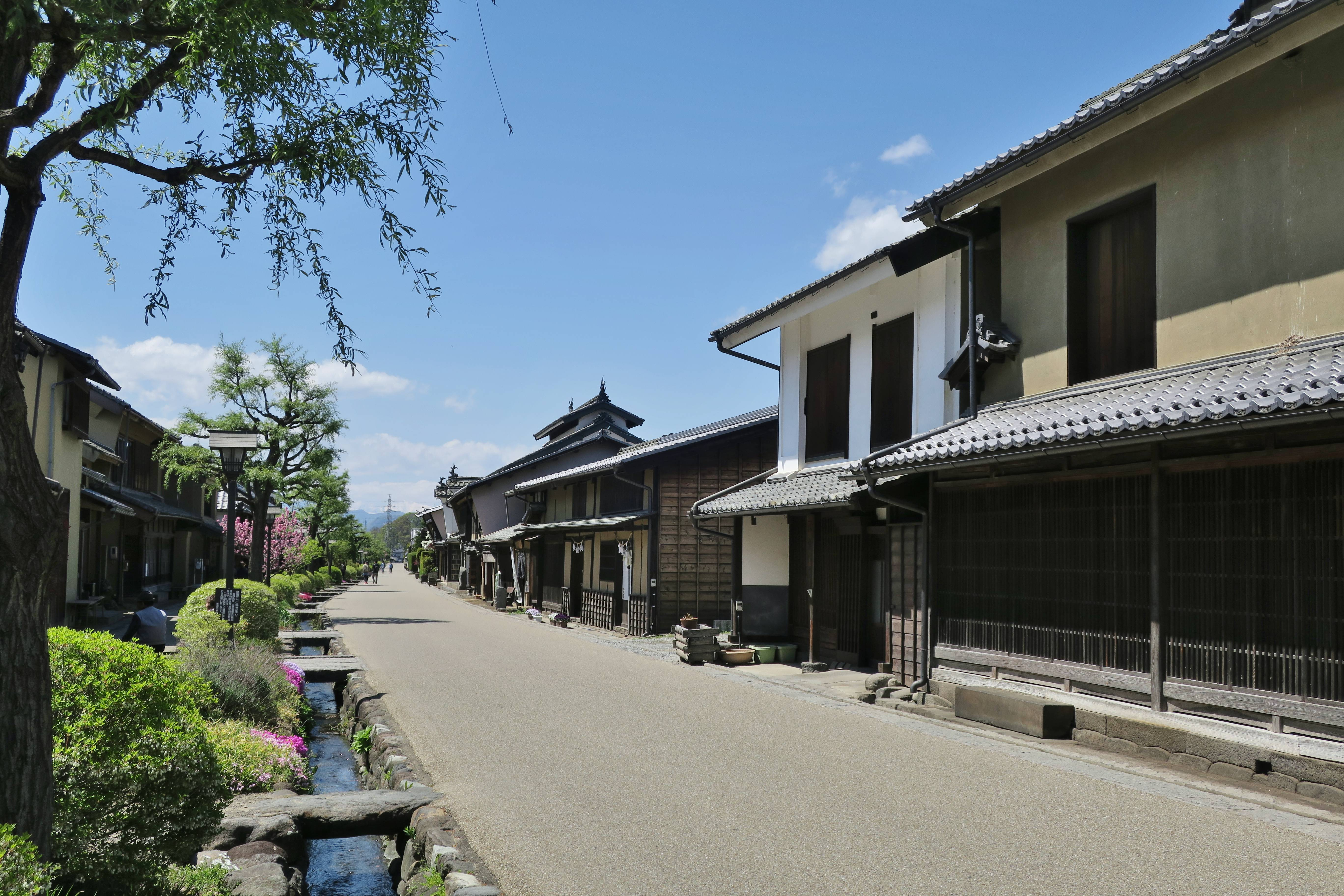
海野宿

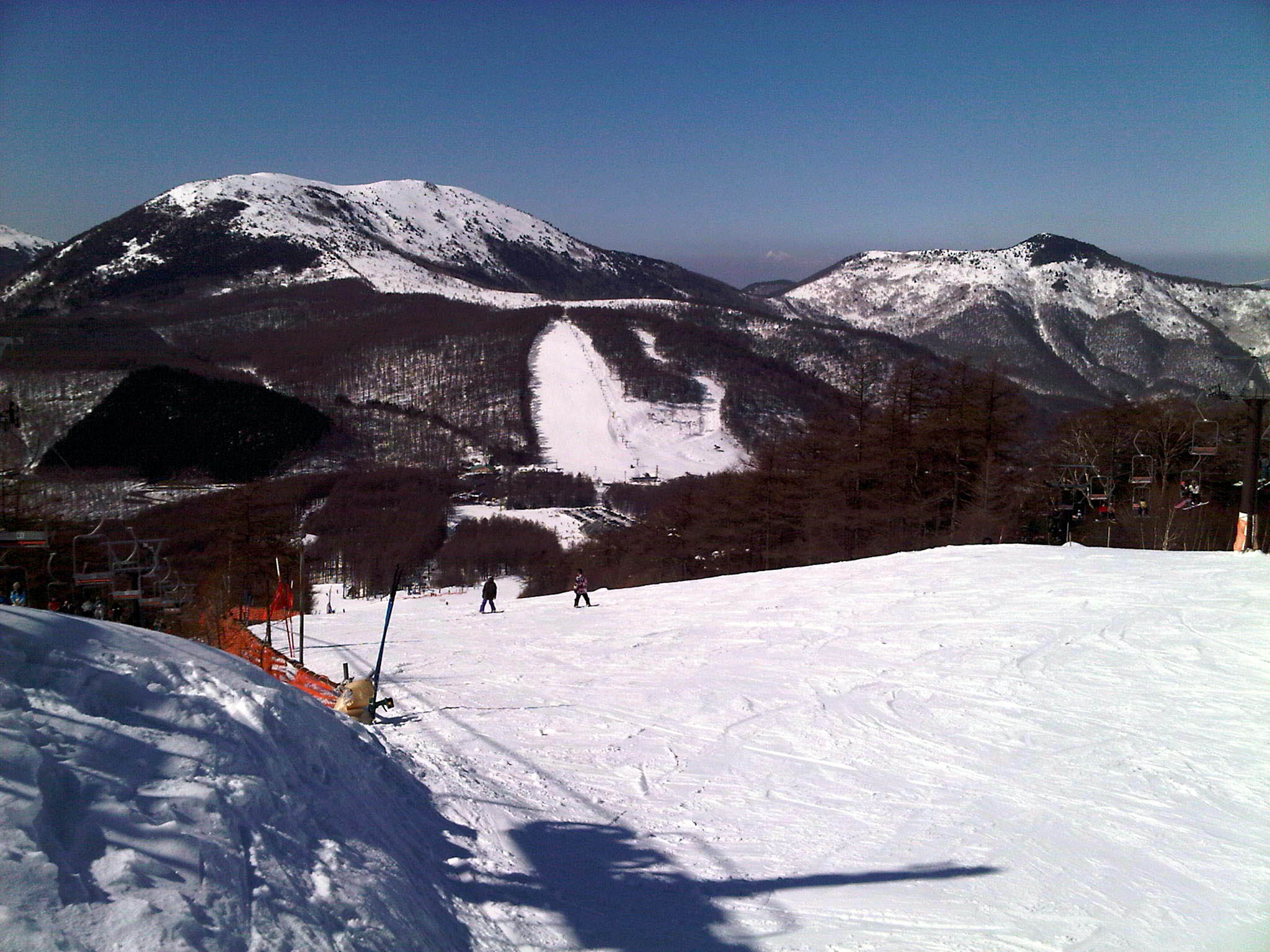
湯の丸スキー場からみた、湯の丸高原、正面は湯ノ丸山

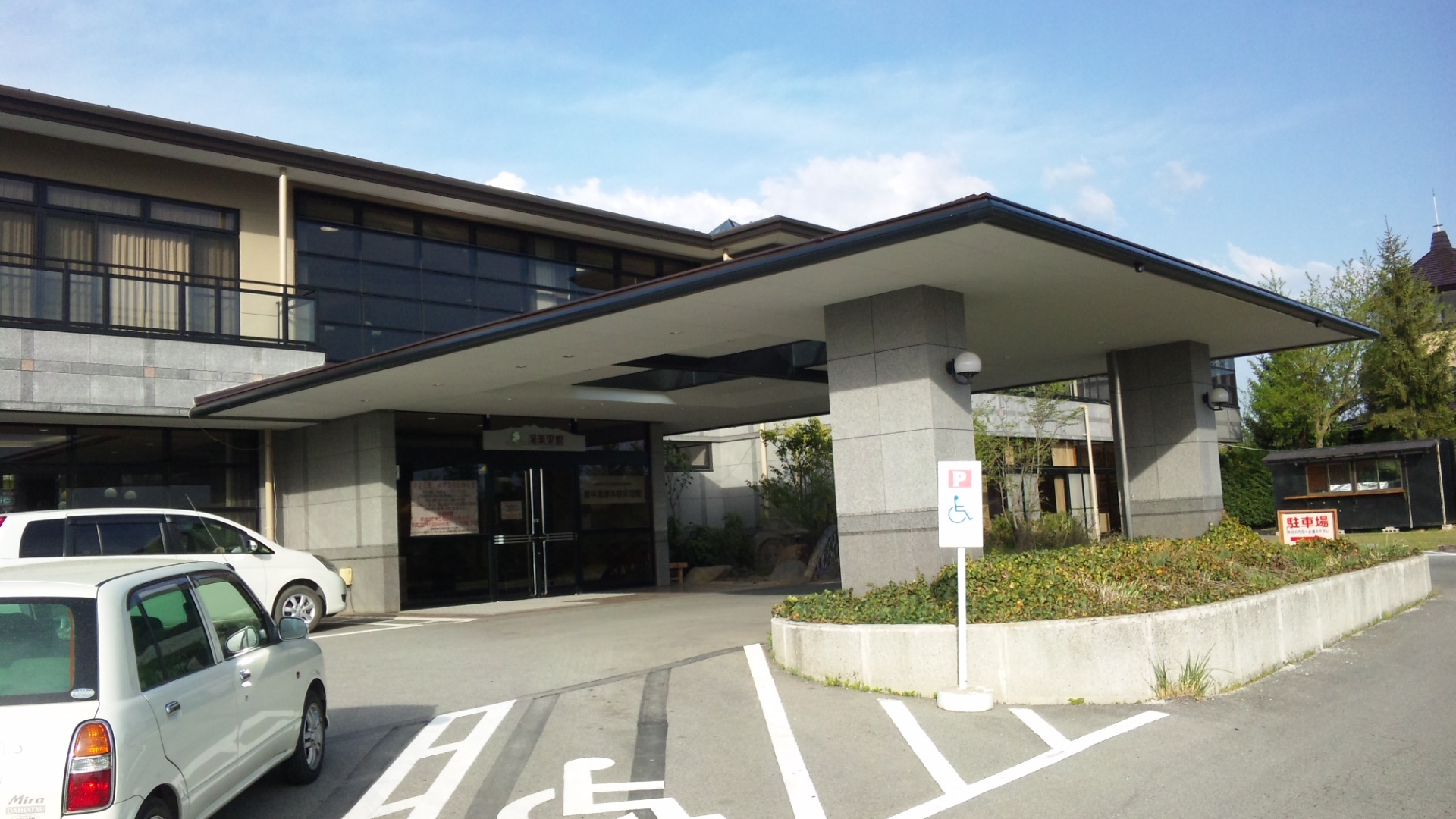
湯楽里館

- 海野宿 - 北国街道の宿 - 1986年（昭和61年）には、「北国街道」が日本の道百選に、1987年（昭和62年）には、「海野宿」が重要伝統的建造物群保存地区として選定されている。
- 湯の丸高原スキー場
- 湯の丸高原
- 雷電生家
- 戌立石器時代住居跡 - 国の史跡
- 湯楽里館-日帰り温泉施設である。露天風呂や大浴場などの温泉設備がある。[51]
- ゆぅふるtanaka-しなの鉄道田中駅の近くにあり、温泉健康複合施設である。温泉やサウナ、スポーツジムなどの施設が備わっている。[52]
- 御牧乃湯
- アートヴィレッジ明神館
- 大田区休養村とうぶ
- 湯の丸レンゲツツジ群落 - 東御市（旧東部町）と嬬恋村（群馬県）の県境である地蔵峠周辺。国の天然記念物に指定されている。
- 梅野記念絵画館・ふれあい館 - 芸術文化を活用した総合交流促進施設として1998年（平成10年）に開館。青木繁を始めとした近代画家の名品を展示する梅野記念絵画館と、市民の利用を目的としたふれあい館で構成されている。
- 東御市文化会館
- 丸山晩霞記念館

### 文化財
| 指定機関 | 文化財の名前 |
| -------- | --- |
| 国       | 戌立石器時代住居跡、春原家住宅、海野宿、児玉家住宅 |
| 県       | 山浦真雄宅跡、中曽根親王塚古墳、宮ノ入のカヤ、石造龕、木造阿弥陀三尊像、旧和学校校舎、西宮の歌舞伎舞台、東町の歌舞伎舞台、宮入法廣、東御市羽毛山・加沢産アケボノゾウ化石群 |
| 市       | 廃海善寺石塔基礎、百体観音石造町石、力士雷電生家、鍋蓋砦跡、八重原堰・黒沢嘉兵衛関連史跡、外山城跡、玉の井霊泉、野馬除跡、黒槐の木、布岩、塚穴古墳、金井の火まつり、児玉山古墳群、祢津城山、君塚古墳跡、下之城跡、御小嬢穴、四ツ京塚、立野萱沢入窯跡、縁切地蔵、二子塚古墳、王墳古墳、有津倉のお念仏、拈笑宗英禅師頂相、白鳥神社社叢、石尊さまの納め刀、祢津お姫様巨石、常田の剣持道祖神、田中の石造仁王像、片羽八幡水、宮嶽山陵神社水石、横山西の塚古墳、姫子沢の宝篋印塔、西町の市神、祢津陣屋、狐山古墳、木造百体観音像、杏葉等、桜坂偃月刀橋及び碑、姫子沢の延命地蔵尊、田中の勝軍地蔵、八間石、針ノ木沢湧水、八幡木逆修塔、大日堂、大日堂の算額、加沢の念仏講、新屋の十王石像、桜井神社本殿彫刻、東町歌舞伎保存会、滋野（片羽）稲荷神社の皀筴、大石沢の目鏡橋、西峰古窯、親経塚、アケボノゾウ化石、両羽神社太刀、両羽神社経筒、オオルリシジミ、両羽神社神像、両羽神社太鼓、旧桜井村茶屋本陣、白鳥神社本殿、新海神社本殿、トキ剥製、新屋遺跡の仮面土偶、古屋敷遺跡の筒形土偶、大神宮の大桜、大川遺跡第14号住居址出土縄文土器、久保在家遺跡第18号住居址出土縄文土器・土偶 |
| 出典:    | |

## 祭事・催事
- 東御市子どもフェスティバル - 東御中央公園で開催されるイベント。
- 巨峰の王国まつり - 東御中央公園で開催されるイベント。
- 東御市民まつり - 田中商店街で開催されるイベント。
- 火のアートフェスティバル - 八重原で開催されているアートのお祭り。10月ごろに開催。北御牧村より20年以上続いている。市民による陶器市や食べ物市、ワークショップの開催、2016年より現代アート作品の展覧会（天空の芸術祭）も同時期に行われている。

## 著名な出身者
- 飯塚敏文 - アナウンサー

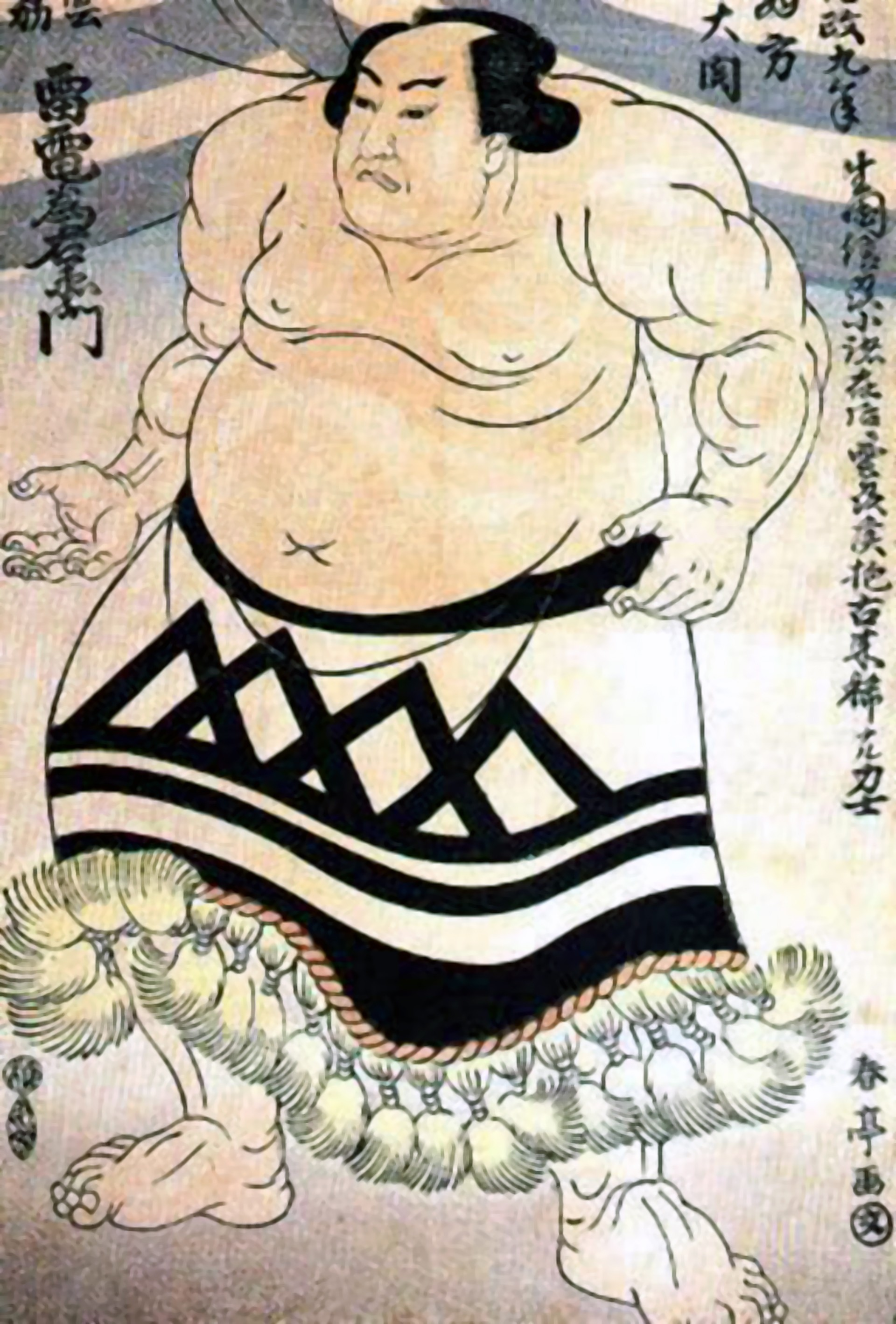
雷電爲右エ門

- 岩下守道 - プロ野球選手（巨人・国鉄・近鉄）
- 小野沢勝太郎 - 実業家・政治家（島根県議会議員）
- 熊谷正寿 - 経営者
- 小林邦二 - 洋画家
- 小林正生 - 技術者
- 坂口仁美 - 柔道選手
- 柴田寿子 - 政治学者
- 竹内不忘 - 彫刻家
- 田丸昇 - 将棋棋士
- 土屋圭市 - レーシングドライバー
- 鳴沢真也 - 天文学者
- 荻原松美 - 打楽器奏者
- 花岡和道 - 警察官僚
- 羽田貞義 - 教育者
- 丸山智己 - 俳優
- 丸山晩霞 - 水彩画家
- 柳澤光美 - 政治家
- 矢羽勝幸 - 俳文学者
- 雷電爲右エ門 - 大相撲力士
- 十味 - アイドル タレント 俳優

## ランキング
- 全国市町村認知度ランキングで939位（2018年）[53]。
- 全国難読市ランキングで東御市が首位となった[54]。